# AZシリーズ
AZシリーズは、タカラトミーが展開する1/72スケールゾイドの電動歩行キットシリーズである。

## 概要
2023年のゾイド40周年を記念し、アニバーサリー商品（Anniversary Zoids）として展開。第6弾の「AZ-06 ライガーゼロフェニックス」でAnniversary Zoidsは終了し、第7弾の「AZ-07 デスザウラー」よりAdvanced Ziとして展開される。

## 内容
内容はゾイドワイルドと同じくモーターボックスに外装を取り付けることで完成することとなっており、完成したゾイドを飾るための台座も付属している。取り付けはS、M、Lのサイズのキャップを用い、SとMは付属のキャップレンチで締め、Lは素手で締める。

## Anniversary Zoids
AZ-01 ブレードライガー
2023年4月発売。バン、フィーネ、一般兵士1体のフィギュアが付属。
AZ-02 ライガーゼロ
2023年9月発売。ビット・クラウドのフィギュアが付属。
AZ-03 ムラサメライガー
2024年1月発売。ルージ・ファミロンのフィギュアが付属。
AZ-04 シールドライガー
2024年6月発売。バン、フィーネ、ジーク（無塗装）のフィギュアが付属。
AZ-05 セイバータイガー
2024年7月発売。レイヴン、シャドー（無塗装）のフィギュアが付属。
AZ-06 ライガーゼロフェニックス
2024年9月発売。RDのフィギュアが付属。

## Advanced Zi
AZ-07 デスザウラー
2024年11月発売。ギュンター・プロイツェン（座り・立ち）、一般兵士2体のフィギュアが付属。
AZ-02EX ライガーゼロ レイ・グレック仕様[共和国カラー]
2024年12月発売。『機獣新世紀ZOIDS CORE BOX』同梱。レイ・グレックのフィギュアが付属。
AZ-08 モルガ
2025年2月発売。一般兵士1体のフィギュアが付属。
AZ-01EX ブレードライガー レオン・トロス仕様
2025年2月タカラトミーモール限定発売。レオン・トロスのフィギュアが付属。
AZ-09 ジェノザウラー
2025年7月発売。レイヴン、一般兵士1体のフィギュアが付属。
AZ-06EX フェニックス 共和国仕様
2025年8月タカラトミーモール限定発売予定。一般兵士1体のフィギュアが付属。
AZ-10 シーパンツァー
2025年9月発売予定。一般兵士1体のフィギュアが付属。
AZ-11 コマンドウルフ
2025年12月発売予定。一般兵士1体のフィギュアが付属。
AZ-12 ジェノブレイカー
2026年3月発売予定。レイヴン（GF編）、シャドー（無塗装）、一般兵士1体のフィギュアが付属。